# 학성버스
학성버스(鶴城bus)는 울산광역시의 시내버스 운수업체로, 본사는 울산광역시 동구 문현로 120번(방어동 1039번지)에 위치해 있다.

## 개요
1995년 도농통합 이전부터 울산시를 운행하고 있었으며, 부산광역시의 시내버스 업체인 학성여객과는 아무 관련이 없다.

## 운행 노선
| - 106번: 꽃바위 ~ 덕하공영차고지 - 114번: 율리공영차고지 ~ 꽃바위 - 121번: 꽃바위 ~ 강동푸르지오1차 - 126번: 꽃바위 ~ 덕하공영차고지 - 131번: 꽃바위 ~ 벽산유토피아 - 132번: 꽃바위 ~ 달천회관 - 5001번: 꽃바위 ~ KTX울산역 개편 후 작성 예정 | - 402번: 율리공영차고지 ~ 모화 - 431번: 율리공영차고지 ~ 꽃바위 - 824번: 율리공영차고지 ~ 골드클래스 - 1401번: 율리공영차고지 ~ 꽃바위 개편 후 작성 예정 |

## 보유 차량
전 차량이 현대자동차의 버스 차종으로 운행한다.
- 현대 그린시티
- 현대 뉴 슈퍼 에어로시티
- 현대 저상 뉴 슈퍼 에어로시티
- 현대 블루시티 일반형
- 현대 블루시티 저상형
- 현대 일렉시티2 전기, 수소전기
- 현대 유니버스 스페이스 엘레강스
- 현대 뉴 프리미엄 유니버스 엘레강스
- 현대 유니버스 스페이스 럭셔리
- 현대 뉴 프리미엄 유니버스 프라임

## 갤러리

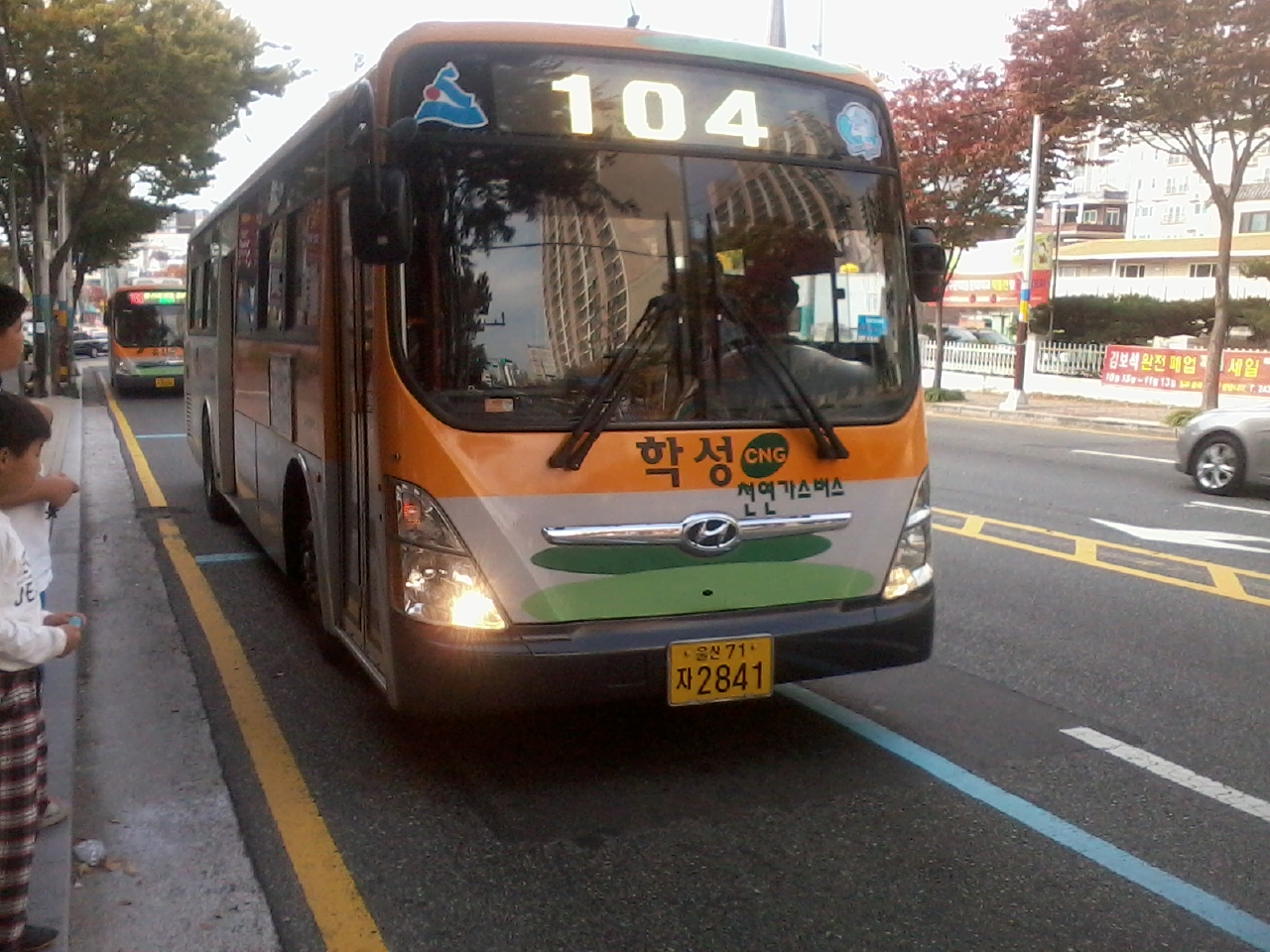
울산시내버스 104번
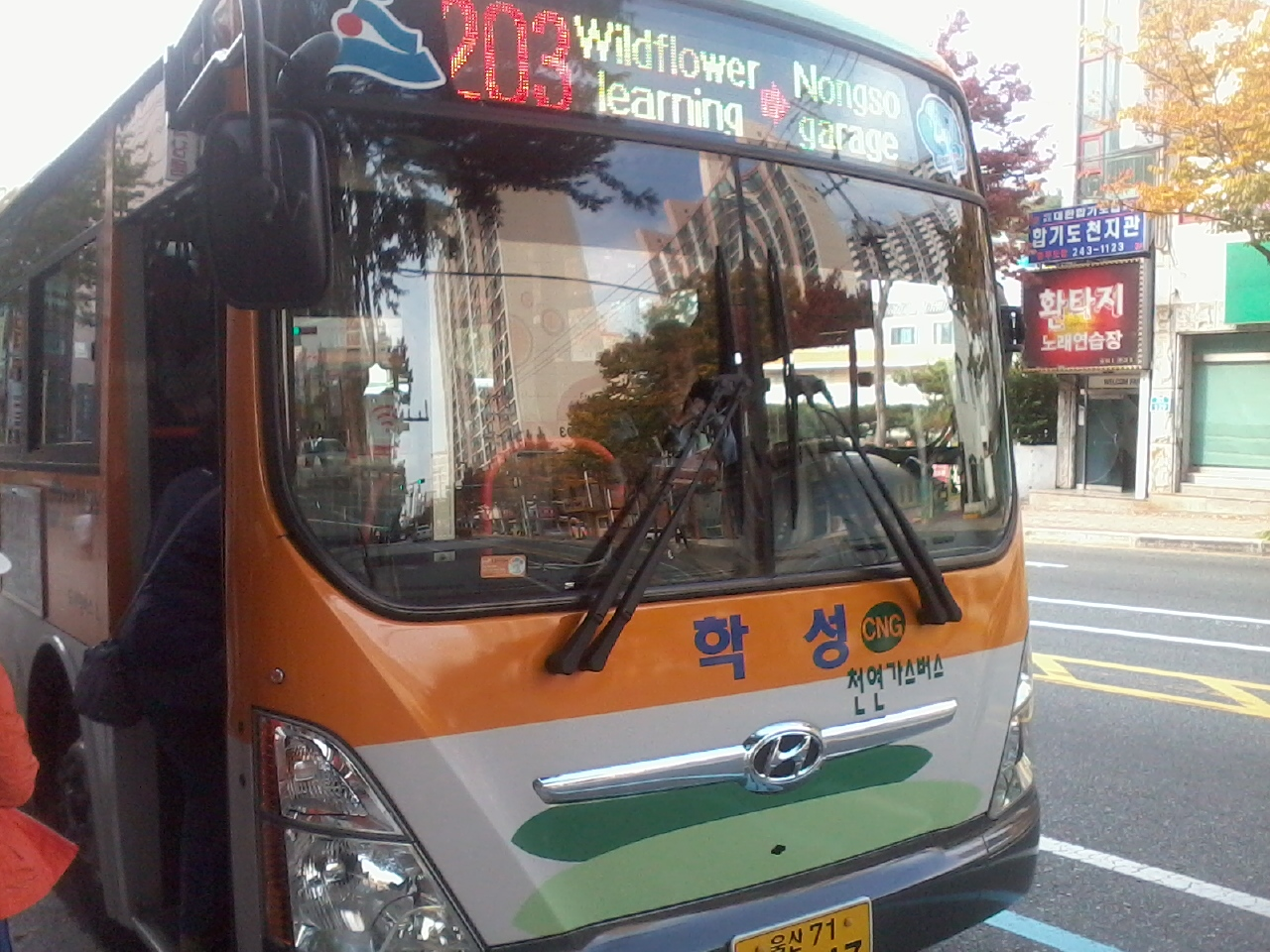
울산시내버스 203번
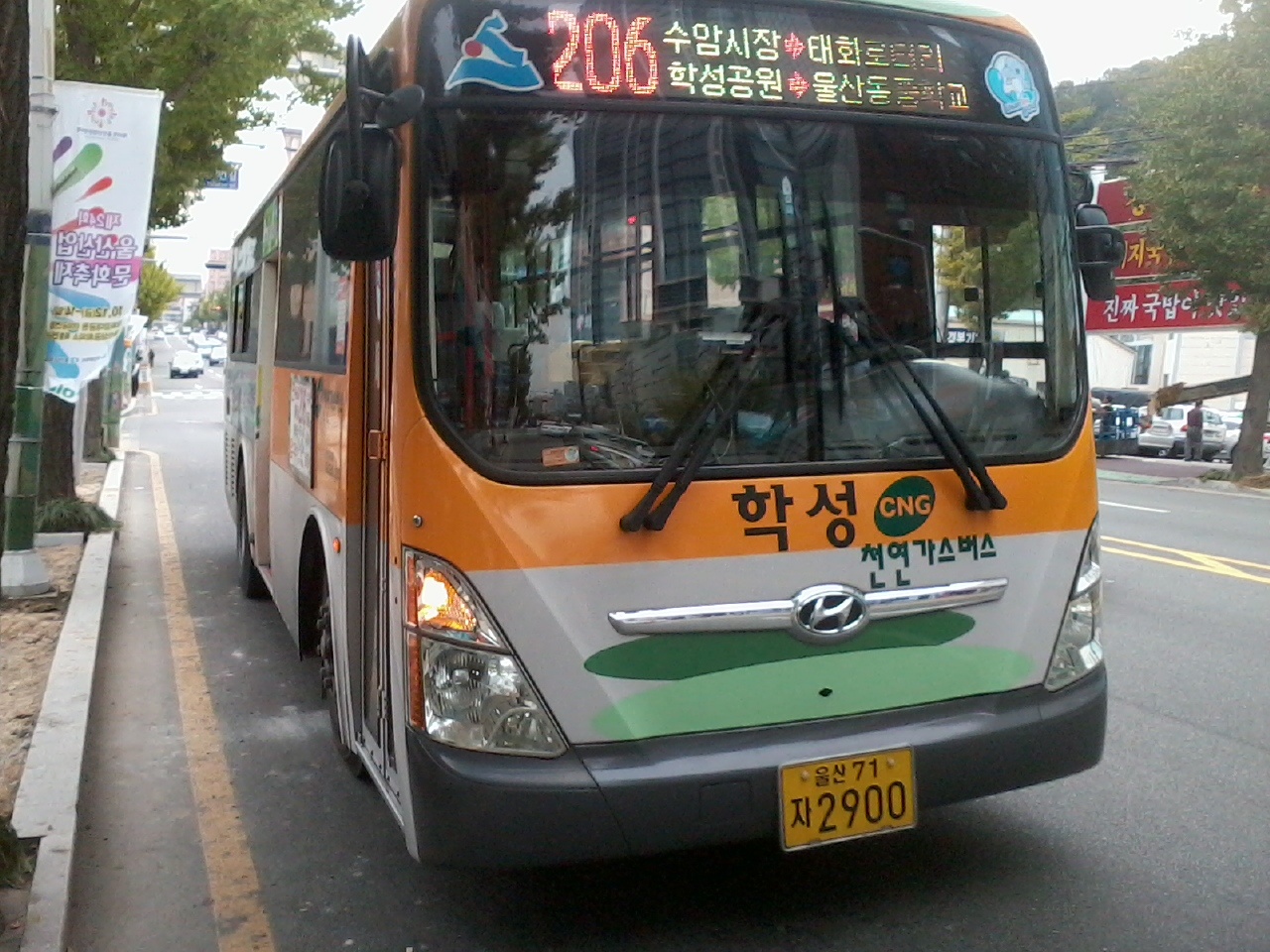
울산시내버스 206번
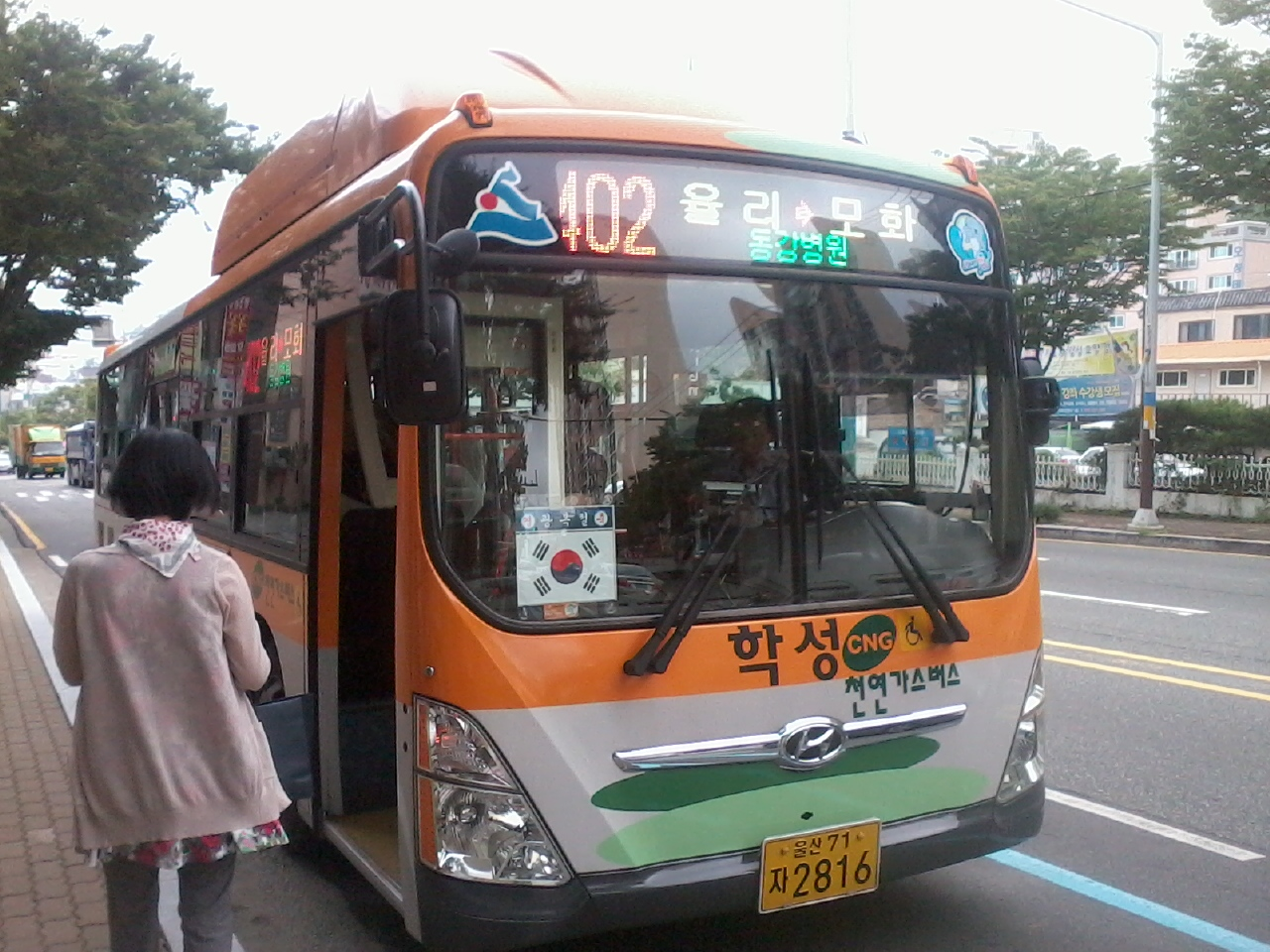
울산시내버스 402번 저상
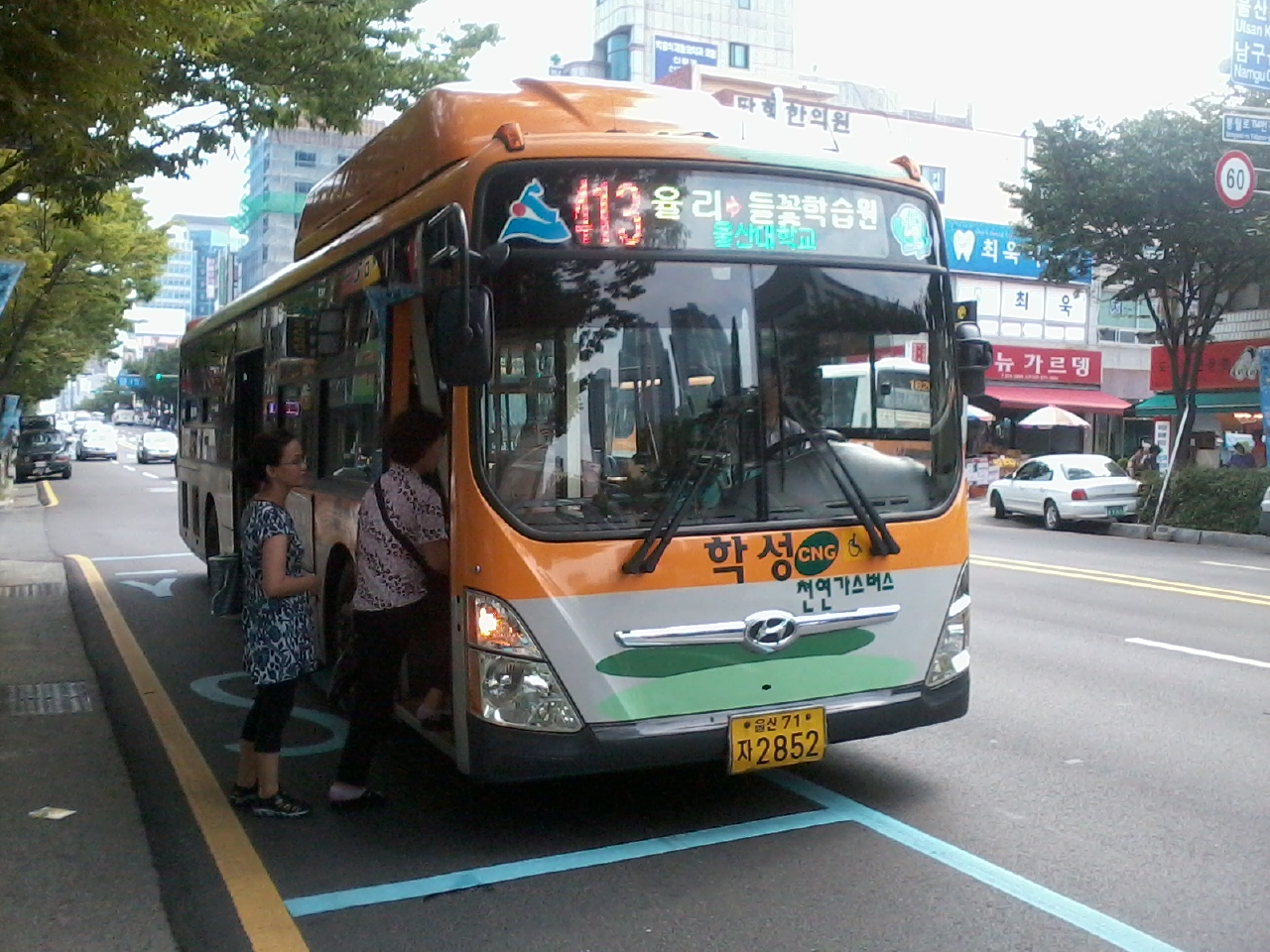
울산시내버스 413번
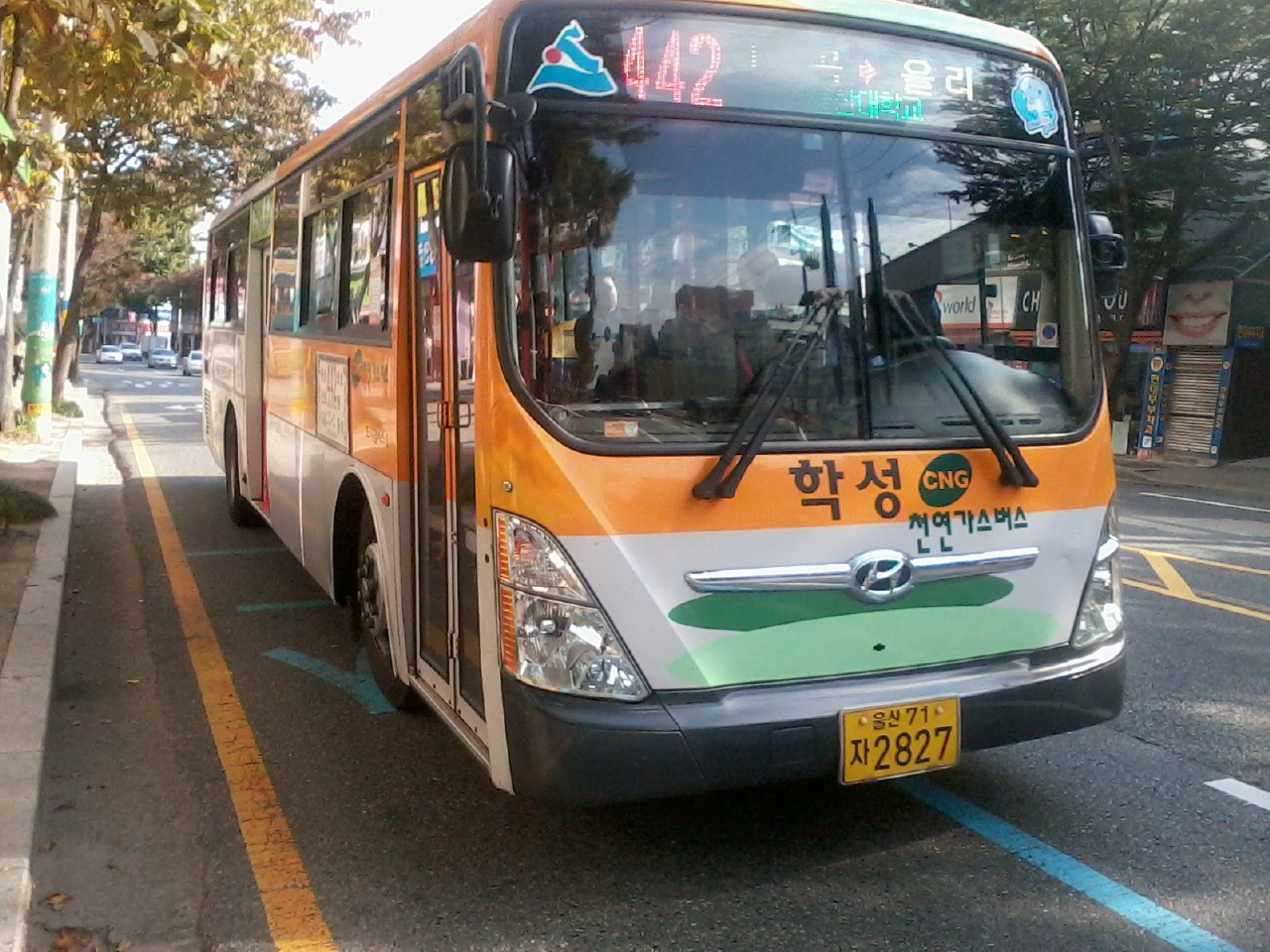
울산시내버스 442번
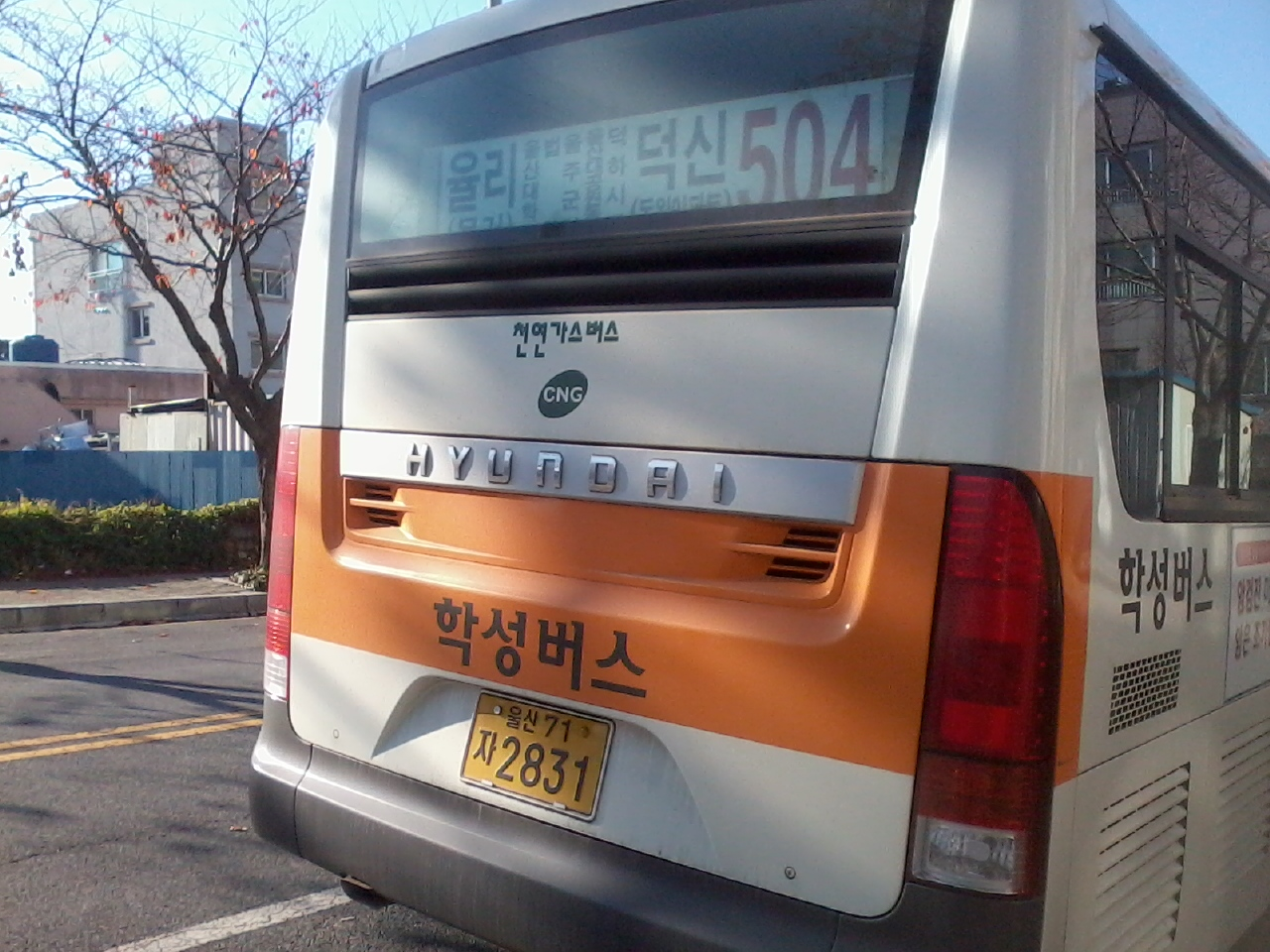
울산시내버스 504번
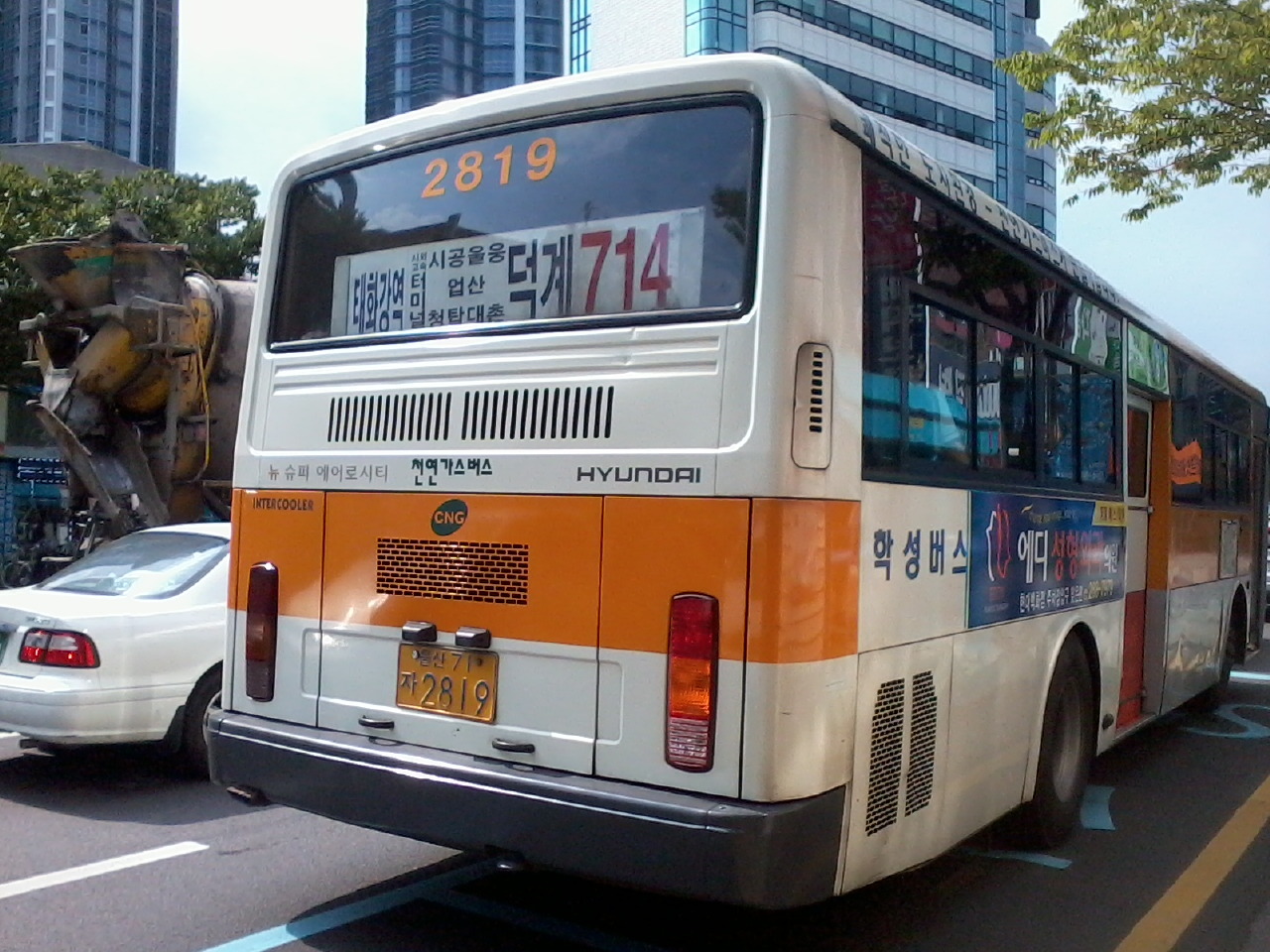
울산시내버스 714번
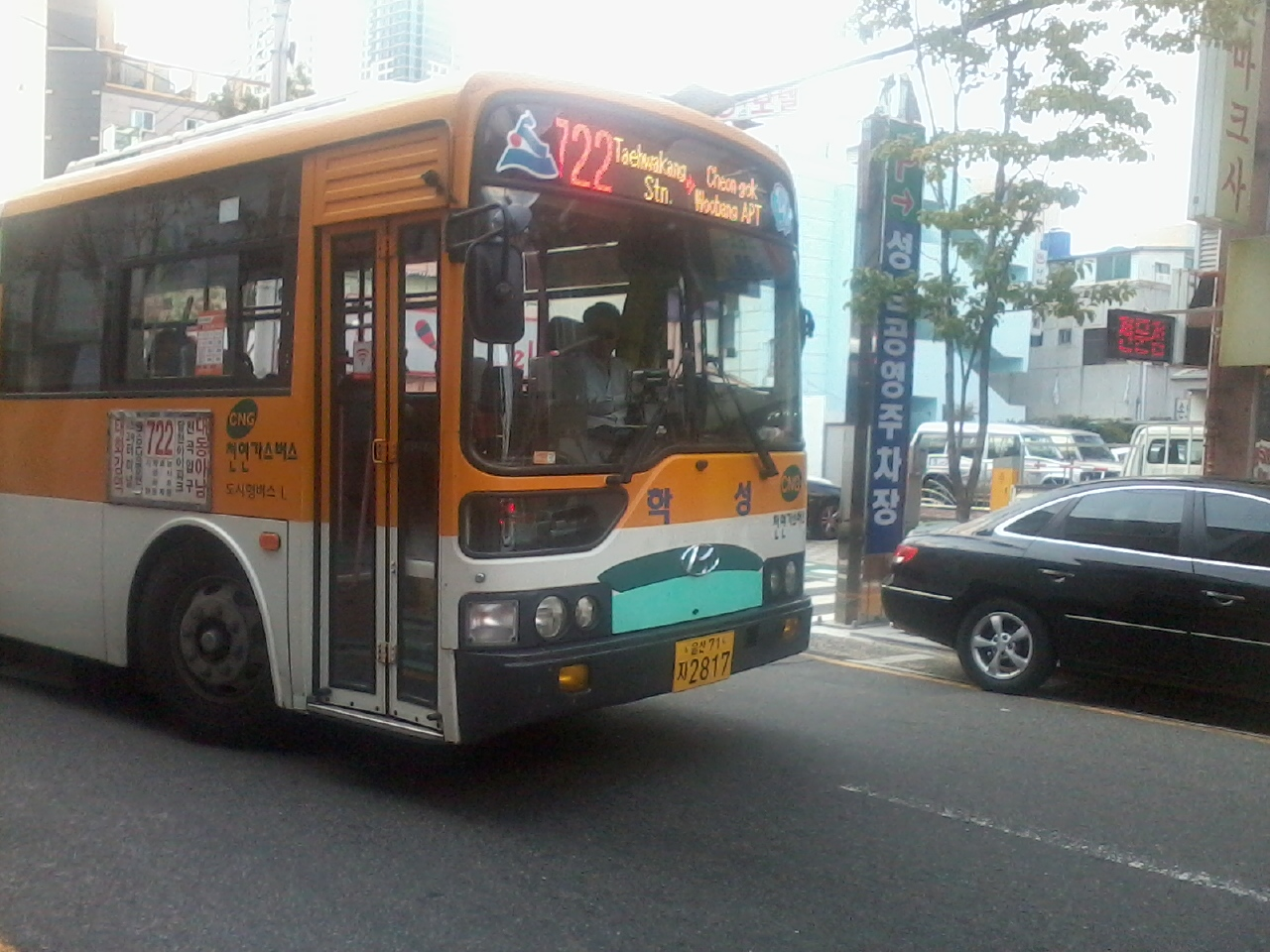
울산시내버스 722번
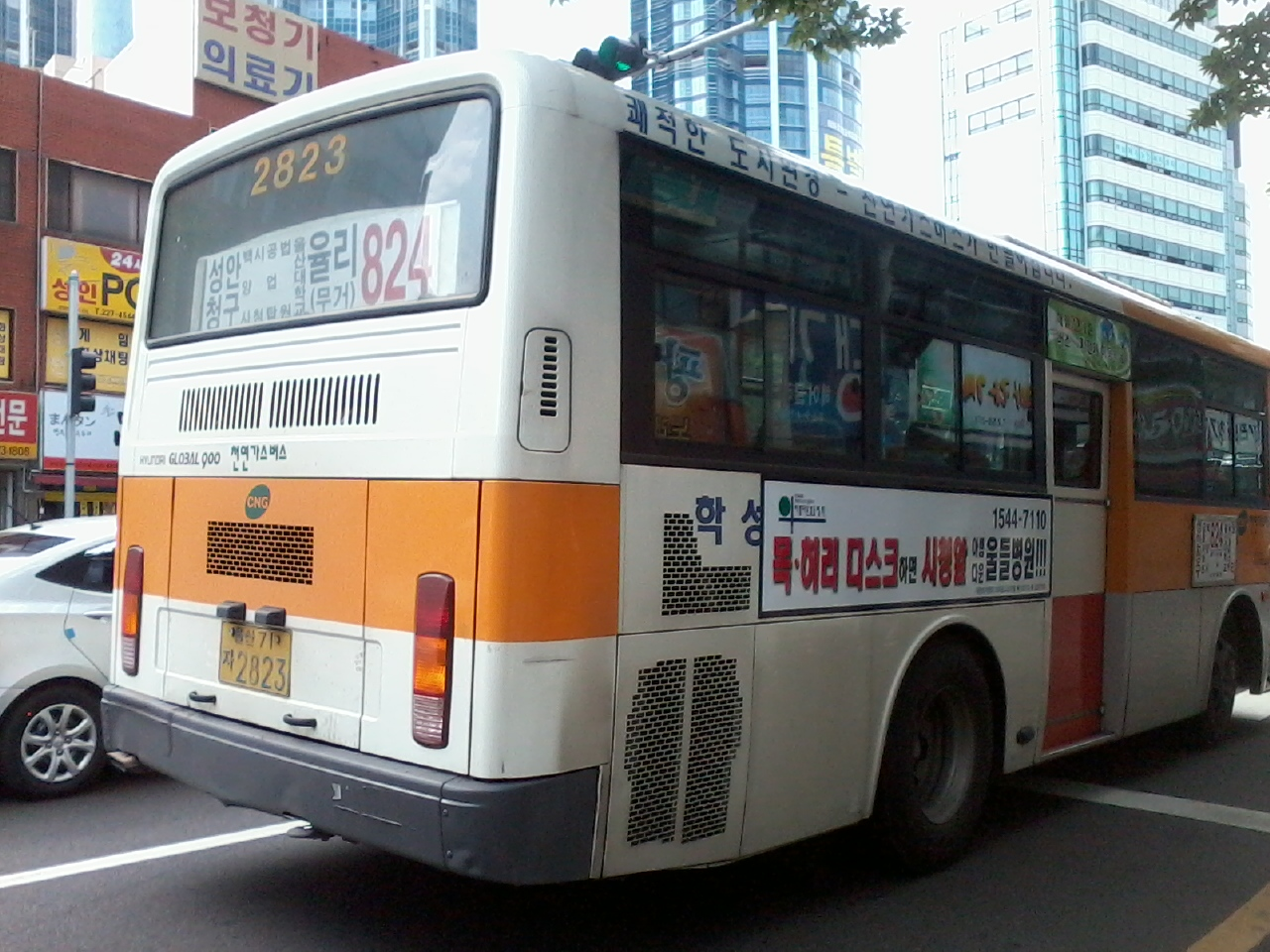
울산시내버스 824번
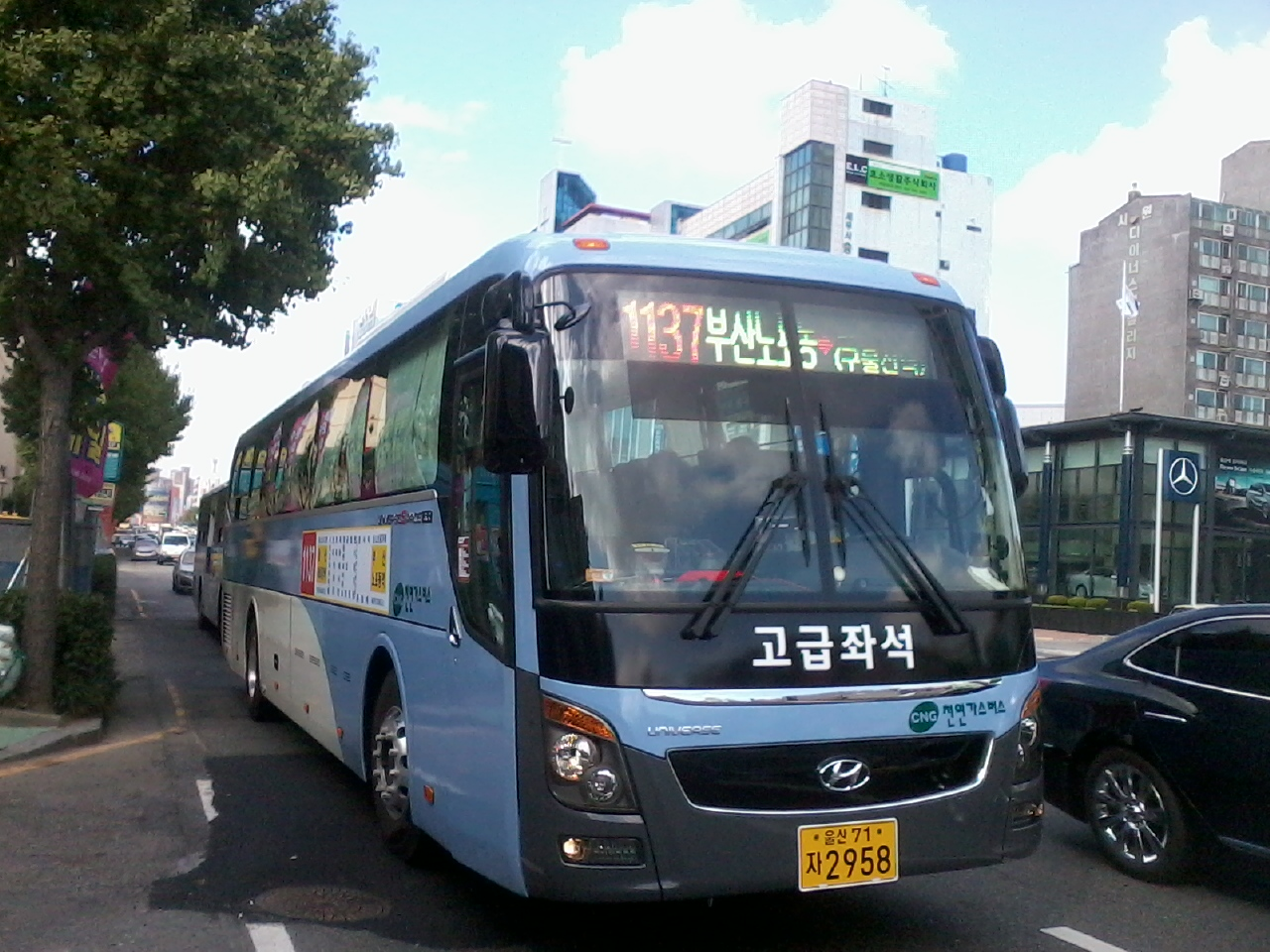
울산시내버스 1137번 (고급 좌석)